# Bob Bedell
Robert George "Bob" Bedell (Los Ángeles, California, 26 de junio de 1944-Louisville, Kentucky, 14 de junio de 2015) fue un jugador de baloncesto estadounidense que disputó cuatro temporadas en la ABA. Con 2,01 metros de estatura, jugaba en la posición de ala-pívot.

## Trayectoria deportiva

### Universidad
Jugó tres temporadas con los Cardinal de la Universidad de Stanford, en las que promedió 14,8 puntos y 8,0 rebotes por partido. En 1965 fue incluido en el mejor quinteto de la Athletic Association of Western Universities, mientras que al año siguiente apareció en el segundo mejor quinteto.

### Profesional
Fue elegido en la nonagésima posición del Draft de la NBA de 1966 por Philadelphia 76ers, pero no fue hasta el año siguiente cuando fichó por los Anaheim Amigos de la ABA. Jugó una temporada en la que promedió 10,4 puntos y 6,7 rebotes por partido, a la postre la mejor de su carrera.
En 1968 fichó por los Dallas Chaparrals, con los que disputó tres temporadas más, siendo la más destacada la segunda de ellas, al promediar 9,7 puntos y 5,7 rebotes por partido.

## Estadísticas de su carrera en la ABA

### Temporada regular
| Temporada | Edad | Equipo            | Liga | Pos. | P   | TIT | MIN  | TC  | TCA | %TC  | 3P  | 3PA | %3P  | 2P  | 2PA | %2P  | TL  | TLA | %TL  | R.OF. | R.DEF. | REB | ASIS | ROB | TAP | PER | FP  | PTS  |
| 1967-68   | 23   | Anaheim Amigos    | ABA  | PF   | 76  |     | 19.6 | 4.3 | 9.7 | .442 | 0.0 | 0.1 | .000 | 4.3 | 9.6 | .444 | 1.9 | 2.5 | .747 |       |        | 6.7 | 1.0  |     |     | 1.5 | 2.7 | 10.4 |
| 1968-69   | 24   | Dallas Chaparrals | ABA  | PF   | 42  |     | 11.4 | 2.2 | 5.3 | .416 | 0.0 | 0.0 | .000 | 2.2 | 5.2 | .420 | 1.1 | 2.0 | .571 | 1.0   | 1.8    | 2.8 | 0.7  |     |     | 0.8 | 1.8 | 5.5  |
| 1969-70   | 25   | Dallas Chaparrals | ABA  | PF   | 80  |     | 19.2 | 3.6 | 8.5 | .421 | 0.0 | 0.1 | .200 | 3.5 | 8.3 | .424 | 2.6 | 3.1 | .841 | 1.9   | 3.8    | 5.7 | 1.6  |     |     | 1.8 | 2.4 | 9.7  |
| 1970-71   | 26   | Texas Chaparrals  | ABA  | PF   | 71  |     | 13.7 | 2.5 | 6.2 | .399 | 0.1 | 0.6 | .214 | 2.4 | 5.6 | .419 | 1.3 | 1.6 | .823 | 1.9   | 2.4    | 4.4 | 1.2  |     |     | 1.1 | 1.7 | 6.4  |
| Total     |      |                   | ABA  |      | 269 |     | 16.6 | 3.3 | 7.7 | .423 | 0.0 | 0.2 | .190 | 3.2 | 7.5 | .430 | 1.8 | 2.4 | .774 | 1.7   | 2.8    | 5.2 | 1.2  |     |     | 1.4 | 2.2 | 8.4  |

### Playoffs
| Temporada | Edad | Equipo            | Liga | Pos. | P  | TIT | MIN  | TC  | TCA  | %TC  | 3P  | 3PA | %3P  | 2P  | 2PA | %2P  | TL  | TLA | %TL  | R.OF. | R.DEF. | REB | ASIS | ROB | TAP | PER | FP  | PTS  |
| 1968-69   | 24   | Dallas Chaparrals | ABA  | PF   | 7  |     | 21.1 | 5.4 | 10.0 | .543 | 0.0 | 0.1 | .000 | 5.4 | 9.9 | .551 | 2.6 | 3.3 | .783 |       |        | 7.0 | 0.9  |     |     | 1.7 | 3.6 | 13.4 |
| 1969-70   | 25   | Dallas Chaparrals | ABA  | PF   | 6  |     | 11.5 | 1.7 | 4.5  | .370 | 0.0 | 0.2 | .000 | 1.7 | 4.3 | .385 | 0.8 | 1.0 | .833 |       |        | 3.0 | 0.7  |     |     | 1.5 | 1.8 | 4.2  |
| 1970-71   | 26   | Texas Chaparrals  | ABA  | PF   | 3  |     | 11.0 | 0.7 | 5.7  | .118 | 0.0 | 2.3 | .000 | 0.7 | 3.3 | .200 | 0.7 | 1.0 | .667 | 1.0   | 2.7    | 3.7 | 1.7  |     |     | 1.0 | 3.0 | 2.0  |
| Total     |      |                   | ABA  |      | 16 |     | 15.6 | 3.1 | 7.1  | .439 | 0.0 | 0.6 | .000 | 3.1 | 6.6 | .476 | 1.6 | 2.0 | .781 | 1.0   | 2.7    | 4.9 | 0.9  |     |     | 1.5 | 2.8 | 7.8  |